# Olijfvireo
De olijfvireo (Hylophilus olivaceus) is een zangvogel uit de familie Vireonidae (Vireo's).

## Verspreiding en leefgebied
Deze soort komt voor van oostelijk Ecuador tot centraal Peru.

## Status
De grootte van de populatie is in 2020 geschat op 50.000-100.000 volwassen vogels. Op de Rode lijst van de IUCN heeft deze soort de status niet bedreigd.